# Sulzbach (Saarland)
Sulzbach, és una ciutat de la comunitat regional de Saarbrücken a l'estat federat alemany de Saarland. Està situada a 10 km al nord-est de Saarbrücken.